# Ermita de la Fuensanta (Coín)

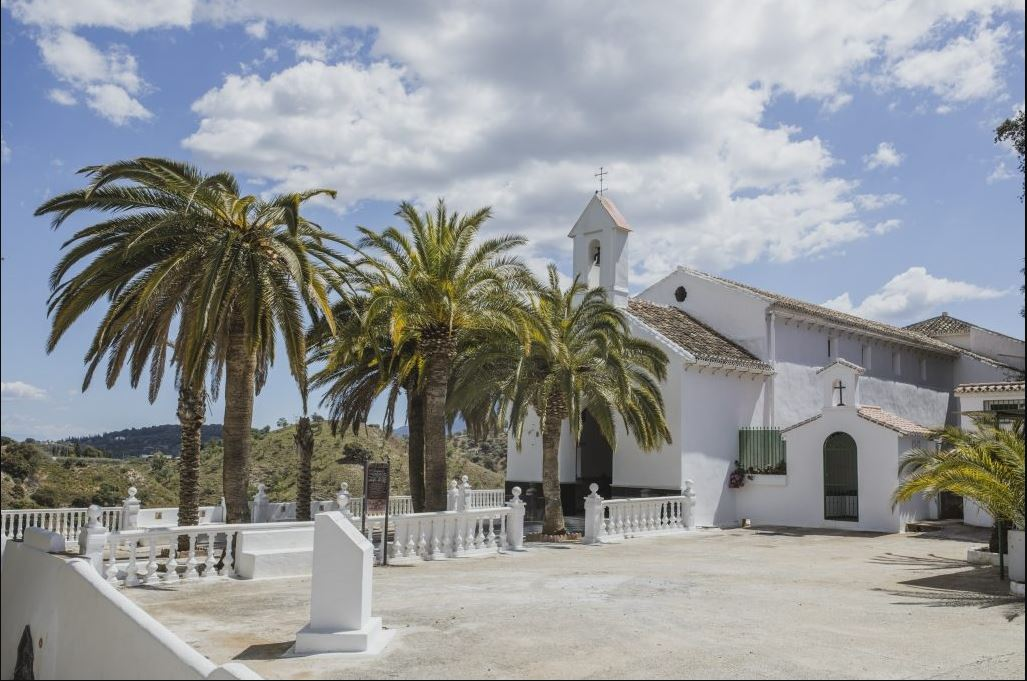
Ermita

La Ermita de Nuestra Señora de la Fuensanta es una iglesia de estilo mozárabe situada en el municipio de Coín, en la provincia de Málaga, España. Se levantó en 1680, aunque posteriormente sufrió reformas en 1737 y ya bastante más avanzado el siglo XVIII. La Ermita tiene una larga nave cubierta con bóveda de medio cañón muy rebajada y capilla mayor cuadrada con bóveda de arista, apareciendo toda ella decorada de yeserías barrocas al igual que el camarín de la Virgen. El exterior contrasta con el interior por su gran sencillez, posee acceso de medio punto dominado por la espadaña rematada por frontoncillo triangular.

## Historia

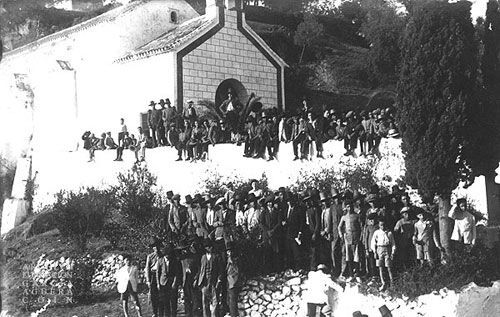
Romería en 1930

## Descripción Arquitectónica
La ermita es de planta de cajón, de una sola nave con seis tramos rectangulares a los que se adosan el presbiterio y el camarín por la cabecera, con un atrio situado a los pies, separado de la nave por medio de una reja. En el lado del Evangelio sobresale la sacristía, una estancia de planta rectangular que contiene un nicho en un altar en cuya base se abre un transparente que permite ver la cueva donde según la leyenda estuvo en origen depositada la Virgen de la Fuensanta. 
La nave, que forma con el atrio el eje longitudinal de la planta, es una estructura sencilla cubierta por bóveda de cañón muy rebajada con siete arcos fajones que apoyan en los muros laterales sobre pilastras de orden toscano que a su vez descansan sobre zócalo de mármol gris. Sobre los capiteles de las pilastras se dispone un rígido entablamento moldurado que recorre toda la nave y una cornisa denticulada. La nave tiene a cada lado dos capillas hornacinas, enmarcadas las del tramo tercero con pilastras de orden jónico de fuste estriado y con sencillos motivos vegetales en las enjutas. La hornacina de la izquierda acoge la figura del Cristo del Mayor Dolor y la de la derecha la imagen de San Judas Tadeo. La entrada al camarín está flanqueada por columnas de mármol cuyos fustes descansan sobre pedestales.
El presbiterio está separado de la nave por un arco triunfal de medio punto rebajado en cuyo intradós hay una moldura con un florón rodeado por roleos engarzados. Desde este espacio y por el lado de la Epístola se accede a la sacristía. 
La capilla mayor, que se encuentra elevada con respecto al nivel de la nave, es de planta cuadrada y se cubre con bóveda de aristas decoradas con carnosas yeserías vegetales, florón en la clave, grutescos afrontados rodeados de tallos enrollados en los paños y con óculos abiertos en las paredes laterales. 
El camarín, de planta octogonal, presenta un zócalo articulado por pequeñas pilastras cajeadas con yeserías formando lazos, racimos y placas recortadas. Los muros contienen grandes pilastras cajeadas que llegan al anillo de la bóveda y cuyos fustes están cubiertos por una decoración menuda que culmina en grutescos. Cada uno de los paramentos verticales presenta una composición de yeserías blancas formando cuadros que se repiten constantemente; en la parte inferior se ubica el relieve de un ángel enmarcado por una profusa decoración con estructuras mixtilíneas, veneras y querubines, entre otros motivos ornamentales. El anillo de la bóveda es igualmente complicado a nivel ornamental con querubines montados en fragmentos de cornisa que abrazan motivos vegetales carnosos. La bóveda es semiesférica y está articulada por ocho nervios que convergen en el centro en un florón central de carnosos acantos. Los segmentos triangulares de la bóveda enmarcan óvalos sobre fondo azul estrellado entre los que destacan relieves de cuerpo entero de los cuatro Evangelistas, alternando con los óvalos en los que se identifican tres Virtudes Teologales  y una Cardinal. Tanto la estructura como la decoración del camarín data de comienzos del siglo XVIII, pudiendo ser obra de José de Medina, que seguiría en su traza el modelo de la capilla de San Isidro de la iglesia de San Andrés de Madrid. 
El exterior de la ermita es muy sencillo. Las fachadas son de mampostería, lisas, enfoscadas y encaladas. En el hastial se abre la portada principal con acceso en arco de medio punto y con movido escalón de mármol de perfil convexo; se corona con una espadaña de un solo vano flanqueado por pilastras rematada por frontón triangular. Esta espadaña posee una pequeña campana del siglo XX, aparentemente fundida por Fernando Villanueva Sáenz. 
Las fachadas laterales tienen entibos o contrafuertes realizados en las reformas del siglo XVIII. Sobresalen en la fachada lateral izquierda cinco contrafuertes escalonados que refuerzan la estructura de la iglesia por este lado y que son el elemento más singular del sistema constructivo del edificio. Destacan por su macicez los tres que se adosan a la nave y al presbiterio, rematados por frontoncillos triangulares los laterales y por frontón curvo el central. 
Desde el exterior se advierte el juego de volúmenes de los diversos cuerpos: el atrio cubierto con tejado a dos aguas, la cubierta de la nave de mayor altura y en la que destaca el volumen correspondiente al camarín, que no trasdosa la cúpula y que se cubre con un tejado a cuatro aguas, y la sacristía con tejado a un agua.

## Imagen Mariana de Nuestra Señora de la Fuensanta

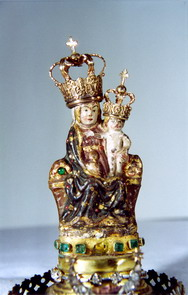
Virgen

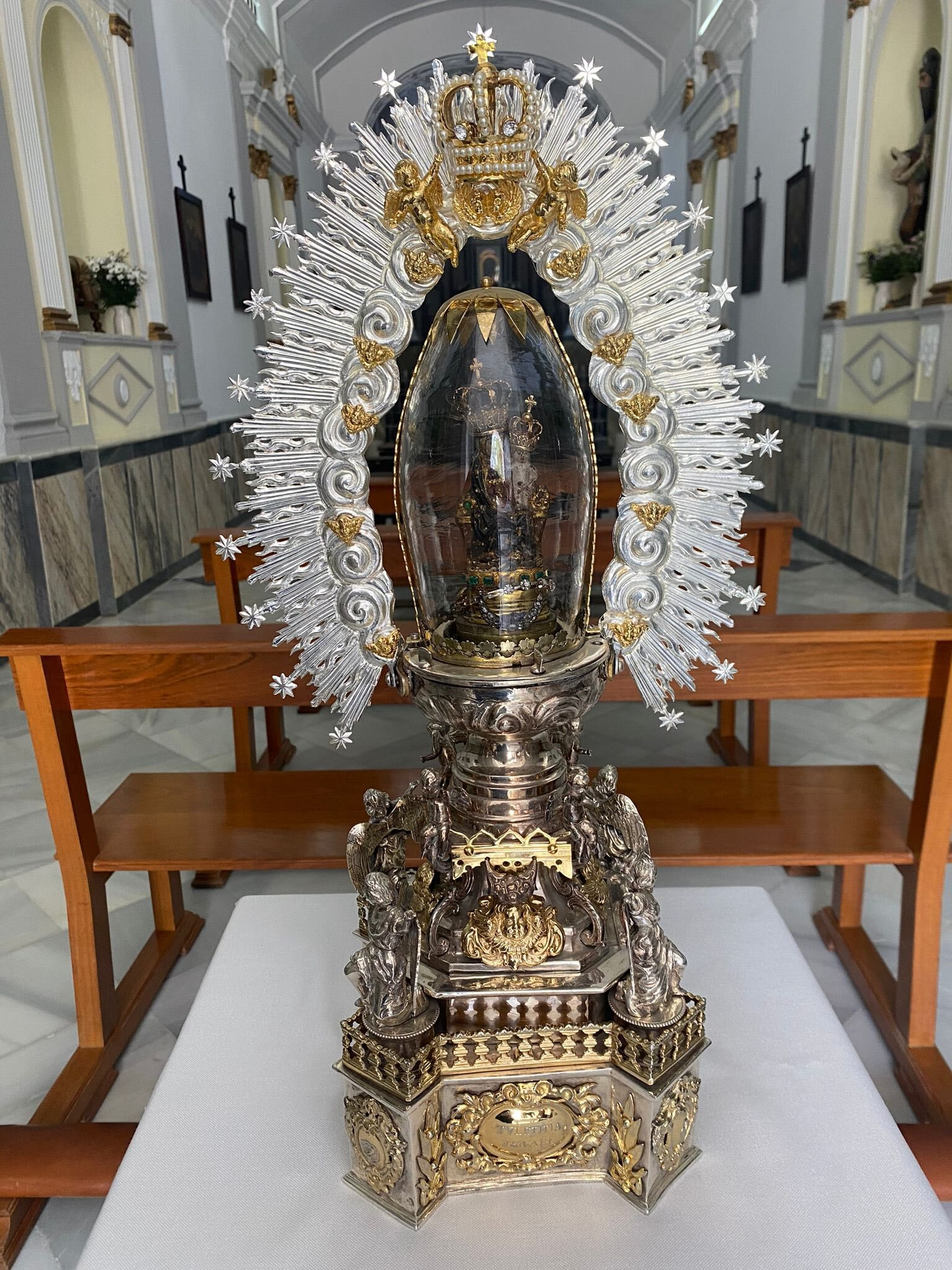
Virgen con la corona

La tradición cuenta que en el año 1487 la imagen de la Virgen de la Fuensanta fue encontrada por un pastor en el lugar donde hoy se erige el santuario de la cueva, en el camino que lleva al Llano de las Marías. Según la leyenda, el pastor, oriundo de Monda, quiso llevársela a su pueblo pero la talla siempre volvía a aparecer en la cueva. La imagen de la Virgen de la Fuensanta es una obra del siglo XV, de únicamente  11 centímetros de altura, respondiendo al tipo de imagen arzonera.  Se piensa que es la talla más pequeña a la que se rinde culto en España.  A raíz de su hallazgo, esta imagen comenzó a venerarse en la cueva donde fue encontrada, para posteriormente levantarse la actual Ermita debido al gran fervor popular.

### Canonización
Ya el semanario 'Coín' informaba, el 13 de mayo de 1961, que se habían "iniciado las gestiones para la Coronación de Nuestra Patrona", apuntando que "de llevarse a efecto, sería lo más importante que ha realizado la Hermandad desde su fundación".
El proyecto era ambicioso y se sabían las dificultades, incluidas las económicas, que conllevaba someterlo a la consideración del Santo Padre, para lo que se contaba con la autorización del señor obispo y con que el pueblo entero firmara para ello en un libro encuadernado de más de mil páginas.
Las gestiones, que duraron diez años, culminaron fructíferamente y la autoridad eclesiástica dio el nihil obstat para que pudiera coronarse canónicamente la Virgen de la Fuensanta y viera este pueblo así cumplido su deseo, eligiéndose la fecha para el solemne acto el domingo 31 de octubre de 1971.
El programa de actos, del que informaba en su día el Diario Sur, comenzó con una novena en la iglesia de san Juan, desde el anterior 22 al 30 del mismo mes, en la que intervino el vicario general de la diócesis de Málaga y durante ella se rezaron tres rosarios de la aurora, trasladándose en ellos la imagen de la Patrona a distintos lugares de Coín.

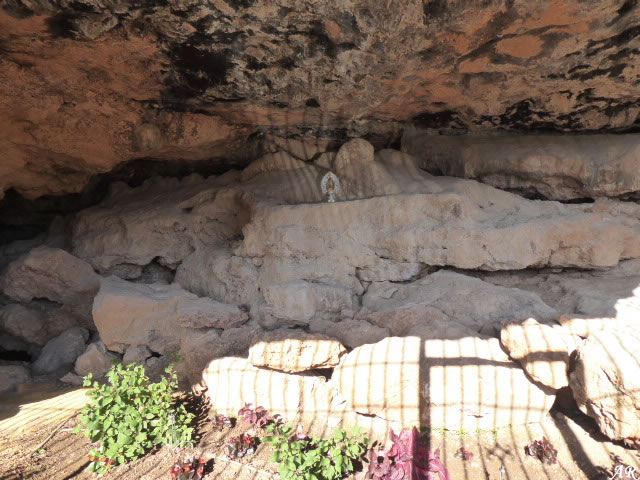
Cueva donde fue encontrada

Aquel domingo, a las cinco menos cuarto, el alcalde don José Torres Mendoza acompañado de otros representantes municipales, el hermano mayor de la hermandad y el párroco don Francisco Martín Fernández, recibieron al obispo don Ángel Zuquía Goicoechea y el gobernador civil de la provincia, don Víctor Arroyo Arroyo que, acompañado de su esposa doña Luz María Brotons, actuarían de padrinos en la ceremonia. A las cinco se bendijo la corona con solemne misa concelebrada y comunión general, siguiendo en el protocolo la coronación canónica propiamente dicha. Y, ya coronada, desde la iglesia de san Juan, donde se oficiaron los actos religiosos, se procesionó la Virgen de la Fuensanta por el itinerario habitual de las calles de Coín.
Se había elegido tal fecha para hacer coincidir esa procesión con la que tradicionalmente se viene celebrando aquí en la madrugada del 1 de noviembre, y que tiene su origen en la creencia de que durante el terrible terremoto de Lisboa de 1755 no se ocasionara en esta villa ni en las inmediaciones la más leve desgracia por la protección de la Virgen coineña, a diferencia de otros pueblos en que ocasionó grandes desastres. 
En una de las paredes del altar lateral de la iglesia de san Juan que alberga la imagen en su bello trono de plata, se colocó una lápida de mármol donde todavía se lee: "La Santísima Virgen de la Fuensanta fue coronada solemnemente el domingo 31 de octubre de 1971. Este día rindió el pueblo de Coín a su Patrona el homenaje más grande de todos los tiempos".

## Romería y peregrinación

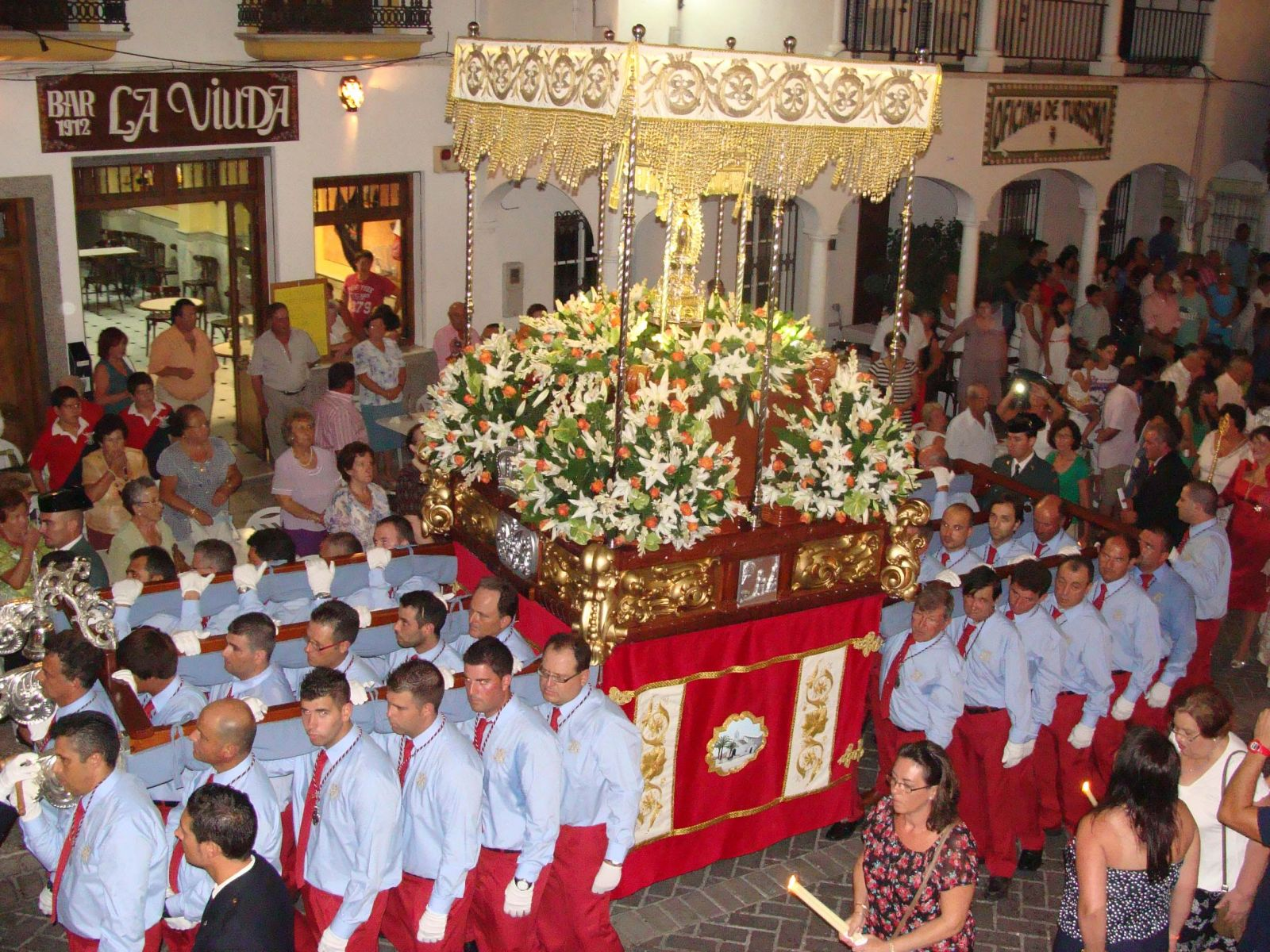
Procesión

El día 1 de mayo tiene lugar el traslado de la patrona desde la iglesia de San Juan Bautista hasta la ermita. Permanece la patrona en la ermita durante todo el mes de mayo.  El primer fin de semana de junio, se celebra una romería en su honor y el retorno de la imagen a la iglesia de San Juan Bautista.
La romería de la Fuensanta, estrechamente vinculada a la historia de la ermita, es un magnífico testimonio de la arraigada devoción a la patrona de Coín. El origen de las peregrinaciones de los fieles a este lugar, que puede remontarse al siglo XVI, se mantiene en la actualidad plenamente con una participación muy importante de los coineños, ya que muchos de ellos regresan a Coín con motivo de la romería convirtiéndose este evento no sólo en una celebración religiosa sino también en un reencuentro con el lugar de origen, con la familia y con los amigos. La romería se celebra el primer fin de semana de junio.
Junto a la Ermita hay un llano con muchas casetas, de todo tipo de diseños, algunas incluso basadas en el diseño de una Ermita. En estas casetas es donde las peñas se reúnen para celebrar la romería, cada peña no solo tiene caseta, sino que también tienen sus propias carrozas, de las cuales se hacen un concurso para escoger la que llevará a la Patrona de vuelta a la iglesia de San Juan.